# 奈良県の観光地

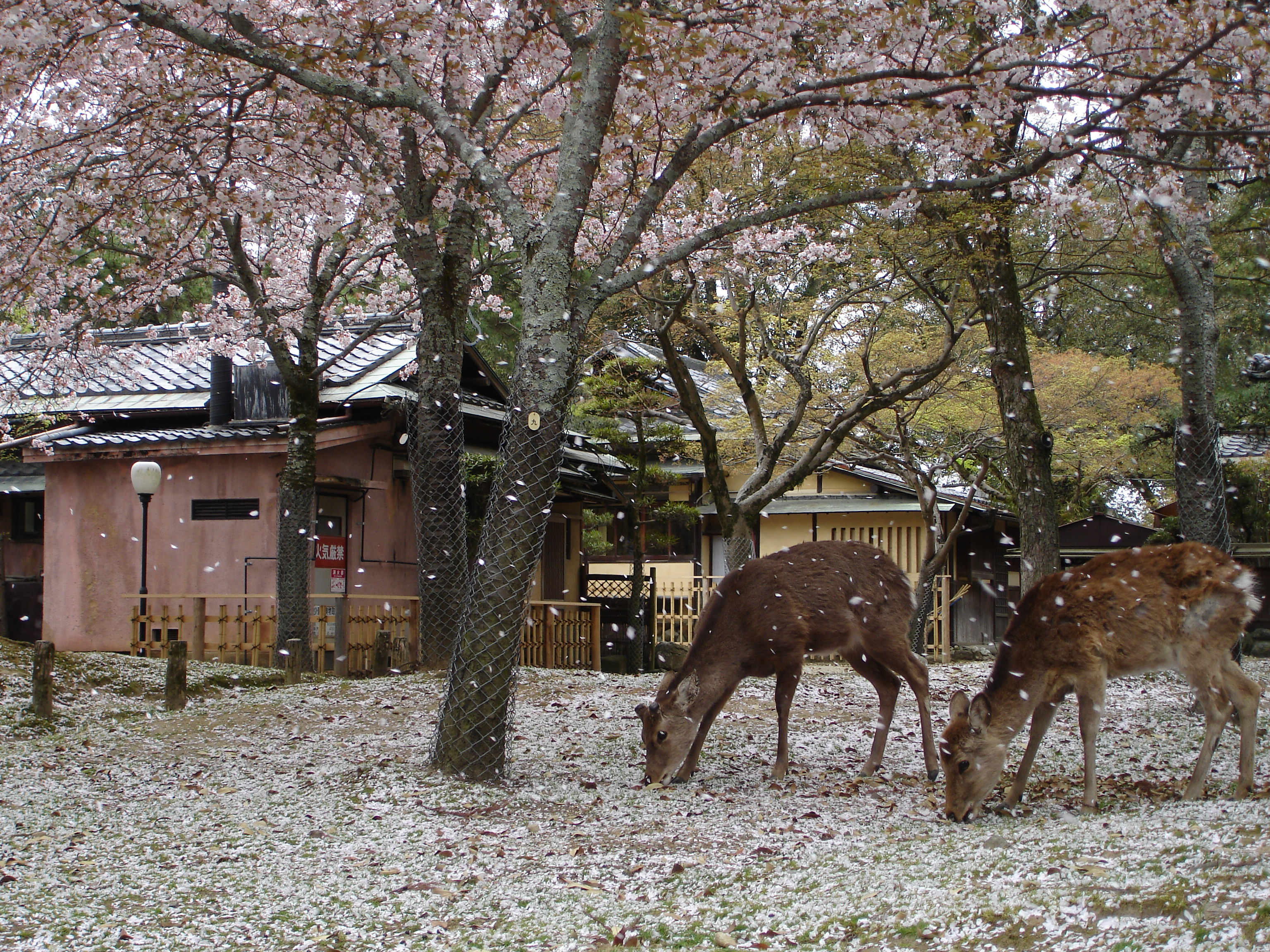
奈良公園

奈良県の観光地（ならけんのかんこうち）は、奈良県内の主要な観光地等に関する項目である。

## 概要
奈良県は「大和は国のまほろば たたなづく青垣 山籠れる 大和しうるはし」と詠われる日本古代史の中心舞台である。遺跡の発掘は注目を集め、毎年開かれる奈良国立博物館での正倉院展へも多くの見学者が訪れる。
古代史の中心舞台であった奈良盆地では1993年に「法隆寺地域の仏教建造物」が文化遺産として日本で初めてユネスコの世界遺産に登録され、1998年には「古都奈良の文化財」も登録された。また紀伊山地に含まれる県南部には自然が多く残り、2004年には役行者が開いた峻険な山岳の聖地が「紀伊山地の霊場と参詣道」として世界遺産に登録されている。
奈良県には日本国の重要文化財に指定される建造物のうち実に267件が所在する。そのうち国宝の建造物は64件で都道府県では国内最多である（奈良県にある建造物の重要文化財一覧を参照）。また、国宝彫刻128件のうち奈良県にはその過半数の71件が所在する。そのほとんどは寺院にある仏像で、法隆寺と興福寺にはそれぞれ17件があり施設別では最も多い（国宝彫刻の一覧を参照）。大和路を散策すれば世界遺産や国の史跡、多くの国宝、重要文化財にも出会えるだろう。

## 対象別

### 文化財等

#### 世界遺産
- 法隆寺地域の仏教建造物
  - 法隆寺
  - 法起寺
- 古都奈良の文化財
  - 東大寺
  - 興福寺
  - 春日大社
  - 春日山原始林
  - 元興寺
  - 薬師寺
  - 唐招提寺
  - 平城宮跡
- 紀伊山地の霊場と参詣道
  - 吉野山
  - 吉野水分神社
  - 金峯神社
  - 金峯山寺
  - 吉水神社
  - 大峯山寺
  - 大峯奥駈道（玉置神社を含む）
  - 熊野参詣道 小辺路

- 法隆寺
- 東大寺
- 吉野山

#### 国宝建築
- 正倉院 – 正倉
- 東大寺 - 開山堂、金堂（大仏殿）、鐘楼、転害門、南大門、二月堂、法華堂、本坊経庫
- 秋篠寺 - 本堂
- 圓成寺 - 春日堂、白山堂
- 海竜王寺 - 五重小塔
- 春日大社 - 本社本殿 4棟
- 元興寺 - 極楽坊五重小塔、極楽坊禅室、極楽坊本堂
- 興福寺 - 五重塔、三重塔、東金堂、北円堂
- 十輪院 - 本堂
- 新薬師寺 - 本堂
- 唐招提寺 - 経蔵、講堂、鼓楼、金堂、宝蔵
- 般若寺 - 楼門
- 薬師寺 - 東院堂、東塔
- 霊山寺 - 本堂
- 法隆寺 - 回廊、経蔵、五重塔、綱封蔵、金堂、西円堂、三経院及び西室、食堂、鐘楼、聖霊院、大講堂、中門、東院鐘楼、東院伝法堂、東院夢殿、東大門、南大門、東室
- 法起寺 - 三重塔
- 長弓寺 - 本堂
- 石上神宮 - 拝殿、摂社出雲建雄神社拝殿
- 長谷寺 - 本堂
- 宇太水分神社 - 本殿
- 室生寺 - 五重塔、金堂、本堂（灌頂堂）
- 當麻寺 - 西塔、東塔、本堂（曼荼羅堂）
- 榮山寺 - 八角堂
- 金峯山寺 - 二王門、本堂

- 興福寺東金堂と五重塔
- 法隆寺夢殿
- 室生寺五重塔
- 金峯山寺本堂（蔵王堂）

#### 国の名勝
- 特別名勝
  - 平城京左京三条二坊宮跡庭園（奈良市）
  - 平城宮東院庭園（奈良市）
  - 瀞八丁（十津川村・和歌山県新宮市）
- 名勝
  - 飛鳥京跡苑池（明日香村）
  - 依水園（奈良市）
  - 円成寺庭園（奈良市）
  - 旧大乗院庭園（奈良市）
  - 慈光院庭園（大和郡山市）
  - 当麻寺中之坊庭園（葛城市）
  - 月瀬梅林（奈良市）
  - 奈良公園（奈良市）
  - 法華寺庭園（奈良市）
  - 大和三山（橿原市）
    - 香具山
    - 畝傍山
    - 耳成山

  - 吉野山（吉野町）

- 平城宮東院庭園
- 瀞八丁

#### 特別天然記念物
- 春日山原始林 (奈良市)

- 春日山原始林

#### 重要伝統的建造物群保存地区
- 今井町 (橿原市)
- 松山 (宇陀市)
- 五條新町 (五條市)

- 今井町
- 松山
- 五條新町

#### 重要文化的景観
- 奥飛鳥の文化的景観 (明日香村)

- 奥飛鳥

#### 重要文化財・史跡等
- 特別史跡 
  - 平城京左京三条二坊宮跡庭園
  - 山田寺跡
  - 本薬師寺跡
  - 平城宮跡
  - 文殊院西古墳
  - 巣山古墳
  - 石舞台古墳
  - 藤原京跡
  - 高松塚古墳
  - キトラ古墳

- 頭塔
- 大神神社境内
- 石舞台古墳
- 高松塚古墳高松塚古墳

#### 文化施設
- 奈良国立博物館
- 天理大学附属天理参考館
- 奈良県立美術館
- 奈良県立万葉文化館

### 公園等

#### 国立・国定公園・国営公園
- 国立公園
  - 吉野熊野国立公園
- 国定公園
  - 金剛生駒紀泉国定公園
  - 高野龍神国定公園
  - 大和青垣国定公園
  - 室生赤目青山国定公園
- 国営公園
  - 国営飛鳥歴史公園
  - 国営平城宮跡歴史公園

- 大台ヶ原山
（吉野熊野国立公園）
- 二上山
（金剛生駒紀泉国定公園）
- 山の辺の道
（大和青垣国定公園）
- 国営飛鳥歴史公園

#### 県立自然公園
- 県立矢田自然公園
- 県立吉野川津風呂自然公園
- 県立月ヶ瀬神野山自然公園

#### 県営都市公園
- 奈良公園
- 馬見丘陵公園
- 大渕池公園
- 県営福祉パーク
- まほろば健康パーク（浄化センター公園）
- 奈良県立竜田公園
- 奈良県立大和民俗公園
- 奈良県立橿原公苑
- 吉城園
- うだ・アニマルパーク
- 県営平城宮跡歴史公園

- 馬見丘陵公園
- 奈良県立竜田公園
- 奈良県立大和民俗公園

#### 大型公園・動物園・植物園・遊園地
大型公園
動物園・植物園・遊園地
- 生駒山上遊園地

- 子規の庭
- 柳生花しょうぶ園
- 生駒山上遊園地

#### 恋人の聖地
- 明神山自然の森公園

### 祭事・行事
- 1月
  - 陀々堂の鬼はしり (五條市) - 重要無形民俗文化財
  - 茅原のとんど (御所市) - 選択無形民俗文化財
  - 篠原踊 (五條市) - 選択無形民俗文化財
  - 若草山焼き (奈良市)
  - 奈良大立山まつり[2] (奈良市)
- 2月
  - 江包・大西の御綱 (桜井市) - 重要無形民俗文化財
- 3月
  - 春日祭 (奈良市)
- 4月
  - 聖衆来迎練供養会式（当麻寺二十五菩薩来迎会） (葛城市) - 選択無形民俗文化財
- 6月
  - 大和の野神行事 (奈良市、大和高田市、大和郡山市、天理市、橿原市、桜井市、御所市、川西町、三宅町、田原本町) - 選択無形民俗文化財
- 8月
  - 十津川の大踊 (十津川村) - 重要無形民俗文化財
  - 東坊城のホーランヤ (橿原市) - 選択無形民俗文化財
  - 阪本踊 (五條市) - 選択無形民俗文化財
  - バサラ祭り[3] (奈良市)
- 10月
  - 奈良豆比古神社の翁舞 (奈良市) - 重要無形民俗文化財
  - 題目立 (奈良市) - ユネスコ無形文化遺産、重要無形民俗文化財
- 12月
  - 春日若宮おん祭 (奈良市) - 重要無形民俗文化財

- 陀々堂の鬼はしり
- 若草山#若草山の山焼き

## 地域別

### 北和
奈良市
東大寺、奈良公園、興福寺、ならまち（奈良町からくりおもちゃ館、奈良市ならまち格子の家、奈良町資料館、庚申堂など）、若草山、薬師寺、奈良国立博物館、猿沢池、平城宮跡・平城宮跡資料館、吉城園、唐招提寺、元興寺、春日山原始林、月ヶ瀬温泉、西大寺、法華寺、正倉院、入江泰吉記念奈良市写真美術館、奈良県立美術館、氷室神社、春日大社・若宮神社、海龍王寺、秋篠寺、帯解寺、奈良女子大学記念館、霊山寺、手向山八幡宮、志賀直哉旧居、大安寺、頭塔、御霊神社、円成寺、ならファミリー、般若寺、白毫寺、依水園・寧楽美術館、月ヶ瀬梅林、大和文華館、称名寺、西ノ京、柳生街道、道の駅針T・R・S、なら燈花会、采女祭、春日若宮おん祭、お水取り、春日祭、春日若宮おん祭、題目立、奈良豆比古神社の翁舞
生駒市
生駒山（生駒山上遊園地、生駒ケーブル、生駒山麓公園など）、くろんど池自然公園、宝山寺、長福寺、往馬大社、長弓寺、竹林寺
大和郡山市
光明寺 (大和郡山市柏木町)、稗田環濠集落、浄慶寺、松尾寺、矢田寺、郡山城跡、慈光院庭園、奈良県立民俗博物館
天理市
石上神宮、善福寺、大和神社、天理教教会本部、長岳寺、氷室神社、山の辺の道、こどもおぢばがえり
山添村
めえめえ牧場、西方寺、神野山、冒険の森
- File:Hozanji_Nara_JPN_001.jpgFile:Hozanji_Nara_JPN_001.jpg
- File:Koriyama_Castle_Nara-b.jpgFile:Koriyama_Castle_Nara-b.jpg
- File:Isonokami_Jingu_Haiden1.jpgFile:Isonokami_Jingu_Haiden1.jpg
- ファイル:石上神宮

### 西和・葛城
大和高田市
高田城址、竜王宮、大中公園、弁天座
香芝市
鹿嶋神社、屯鶴峯
葛城市
當麻寺、葛城山麓公園、二上山、葛城市相撲館、道の駅ふたかみパーク當麻、聖衆来迎練供養会式
御所市
中村家住宅、厳島神社、大和葛城山・葛城高原、安楽寺、九品寺、極楽寺、葛城古道、葛城一言主神社、鴨都波神社
平群町
白山神社、朝護孫子寺、信貴山
三郷町
開運橋、農業公園信貴山のどか村、信貴生駒スカイライン、龍田大社
斑鳩町
法隆寺、中宮寺、法起寺、法輪寺、奈良県立竜田公園、聖徳太子のお会式
安堵町
上牧町
王寺町
達磨寺
河合町
馬見丘陵公園
広陵町
竹取公園、百済寺
- 當麻寺
- 朝護孫子寺

### 中和
橿原市
橿原神宮、今井町（今西家住宅、高木家住宅など）、藤原宮址、橿原市昆虫館、奈良県立橿原考古学研究所附属博物館、おふさ観音、大和三山
桜井市
長谷寺、大神神社、談山神社、三輪山、安倍文殊院、山の辺の道、聖林寺、狭井神社、檜原神社、江包・大西の御綱
宇陀市
室生寺、大宇陀温泉あきののゆ、又兵衛桜、大野寺、滝谷花しょうぶ園、うだ・アニマルパーク、宇陀松山の街並み、道の駅宇陀路 大宇陀
川西町
島の山古墳
三宅町

田原本町
唐古・鍵遺跡
高取町
壷阪寺、高取城跡、五百羅漢、
明日香村
石舞台古墳、飛鳥寺、キトラ古墳・キトラ古墳壁画体験館 四神の館、橘寺、亀石、奈良県立万葉文化館、高松塚古墳・高松塚壁画館、岡寺、猿石、酒船石遺跡、鬼の俎・鬼の雪隠、国営飛鳥歴史公園、甘樫丘、飛鳥資料館、稲渕棚田とヒガンバナ、飛鳥坐神社、奥飛鳥、飛鳥光の回廊
曽爾村
曽爾高原、曽爾高原温泉、曽爾村のササユリ、サン・ビレッジ曽爾、春日神社、屏風岩
御杖村
姫石の湯、三峰山、御杖不動滝
- 橿原神宮
- 談山神社談山神社
- 又兵衛桜
- 橘寺

### 南和・吉野
五條市
吉野川、五條新町、春日神社、栄山寺、コスミックパーク「星のくに」、道の駅吉野路 大塔、篠原踊、惣谷狂言、陀々堂の鬼はしり
吉野町
金峯山寺、吉野山、吉水神社、吉野ロープウェイ、吉野川、花矢倉展望台、吉野水分神社、吉野神宮、津風呂湖、国栖奏
大淀町
世尊寺、道の駅吉野路 大淀iセンター
下市町
丹生川上神社下社
黒滝村
道の駅吉野路 黒滝
天川村
洞川温泉、御手洗渓谷、弥山、龍泉寺、面不動鍾乳洞、天の川温泉、五代松鍾乳洞、天河大弁財天社、かりがね橋、洞川湧水群、洞川自然研究路、大峰山、双門の滝
野迫川村
雲海、立里荒神社
上北山村
大台ヶ原山、小処温泉、樹氷、ヒルクライム大台ヶ原
下北山村
明神池、池原ダム、きなりの郷、不動七重の滝
十津川村
谷瀬の吊り橋、玉置山、十津川温泉郷、玉置神社、瀞峡、小辺路、野猿、湯泉地温泉、昴の里、笹の滝、道の駅十津川郷、十津川の大踊
川上村
入之波温泉、蜻蛉の滝、琵琶の滝、丹生川上神社上社、道の駅杉の湯 川上
東吉野村
円覚寺、宝蔵寺、丹生川上神社、高見山
- 栄山寺栄山寺
- 双門の滝
- 谷瀬の吊り橋